# Тамул, Эло Карловна
Эло Карловна Та́мул (эст. Elo Tamul; 21 января 1913, Выру, Выру — 5 января 1994, Тарту) — советская эстонская актриса. Лауреат Сталинской премии в области литературы и искусства (1952).

## Биография
Родилась 2 января 1913 года в Верро (ныне Выру, Эстония). В 1931 году окончила гимназию общества народного образования Вырумаа. В 1935—1940 годах училась пению в Тартуской Высшей музыкальной школе в классе Рудольфа Йыкса. Театральную деятельность начала в 1931 в театре «Каннель» (Выру), с 1935 года актриса театра «Ванемуйне». Была актрисой театра «Эстония» в Таллине. Выступала в драматических спектаклях, опере, оперетте, балете. Эмоциональная, разносторонняя актриса, играла роли драматические, комедийные, характерные.
Умерла 5 января 1994 года в Тарту (Эстония).

## Творчество

### Роли в театре
- 1940 — «Гибель эскадры» А. Е. Корнейчука — Оксана
- 1943, 1965 — «Привидения» Г. Ибсена — фру Альвинг
- 1943 — «Хозяйка Кырбоя» А. Х. Таммсааре — Анна
- 1945 — «Мещане» М. Горького — Елена
- 1957 — «Любовь Яровая» К. А. Тренёва — Дунька
- 1958 — «Новогодняя ночь» А. Э. Лийвеса — Махта

### оперные партии
- 1945 — «Кармен» Ж. Бизе — Кармен
- 1947 — «Тихий Дон» И. И. Дзержинского — Аксинья; «Аида» Дж. Верди — Амнерис
- 1958 — «Черевички» П. И. Чайковского — Солоха
- 1983 — «Сельская честь» П. Масканьи — Лючиа

### Роли в оперетте
- 1946 — «Сильва» И. Кальмана — Сильва
- 1959 — «Лесной цветок» Г. Доницетти — госпожа Лээвике

### Балет
- 1950 — «Калевипоэг» Э. А. Каппа — Линда

### Фильмография
- 1979 — Хозяин Кырбоя — Мадли Кырбоя

## Признание
- заслуженная артистка Эстонской ССР (1951)
- Сталинская премия третьей степени (1952) — за исполнение роли в спектакле «Незабываемый 1919-й» В. В. Вишневского, поставленный на сцене ЭстАТ «Ванемуйне» (Тарту)
- Государственная премия Эстонской ССР (1949)